# Decimus Magnus Ausonius
Ausonius, teljes nevén Decimus Magnus Ausonius (Burdigala, ma: Bordeaux, 310 – 392) ókeresztény latin költő. Korának leghíresebb költője volt.

## Élete
Apja Valentinianus császár udvari orvosa, később Illyricum praefectusa volt. Először jogi tanulmányokkal foglalkozott és mint ügyvéd működött, később szülővárosában az ékesszólást tanította. Valentinianus 365-ben fiának, Gratianusnak nevelését bízta rá, majd quaestornak és praefectus praetoriónak nevezte ki, végül Gratianus 379-ben consuli méltósággal tüntette ki. Császári tanítványának halála után szülőföldjére vonult vissza és csak az irodalomnak élt; meghalt 392-ben.

## Költészete
Versein egyáltalán nem lehet észrevenni, hogy szerzőjük keresztény. Írt epigrammákat, eklogákat, költői leveleket, húsz idillt. Barokkos költő, szójátékok kedvelője. Leghíresebb költeménye a Mosella, melyben Augusta Trevirorumtól (Trier) Bingiumig (a mai Bingen) a Moselen és a Rajnán tett utazását írja le. Megénekelte Bissulát, a kis germán rabszolgalányt, akiben örömét találta, és megénekelte a bordeaux-i főiskola jeles professzorait. Művei elsősorban formai tekintetben számíthatnak érdeklődésre. Prózai munkája a consuli méltóság adományozásáért Gratianushoz intézett köszönő beszéd (gratiarum actio).
Tanítványa volt Paulinus, a későbbi Nolai Szent Paulinus püspök.